# Piotr Kozdrowicki
Piotr Sebastian Kozdrowicki (ur. 7 listopada 1992 we Wrocławiu) – polski polityk, działacz samorządowy i społeczny, doktor nauk społecznych w zakresie nauk prawnych. Od 2024 wicewojewoda dolnośląski.

## Życiorys
W 2015 ukończył studia na Wydziale Nauk Społecznych Uniwersytetu Wrocławskiego, gdzie obronił licencjat z politologii. Studia kontynuował na Wydziale Prawa Administracji i Ekonomii tej samej uczelni, gdzie w 2017 ukończył magisterium na kierunku administracja publiczna. W 2023 uzyskał tamże stopień doktora nauk społecznych w dyscyplinie nauki prawne na podstawie rozprawy pt. Inflacja prawa w III Rzeczpospolitej. Perspektywa teoretycznoprawna i doktrynalna napisanej pod kierunkiem Łukasza Machaja. Wykładał na Uniwersytecie Wrocławskim, zawodowo pracował również jako specjalista ds. mediów i projektant graficzny. Publikował m.in. w „Kulturze Liberalnej”.
W 2014 i 2018 wybrany na radnego Rady Miejskiej Brzegu Dolnego z ramienia lokalnych komitetów. Zaangażował się w międzyczasie w działalność polityczną w ramach Wiosny, przekształconej później w Nową Lewicę. Został asystentem posła Krzysztofa Śmiszka oraz wiceprzewodniczącym wrocławskich struktur Nowej Lewicy i członkiem partyjnych władz wojewódzkich. Bez powodzenia kandydował do Sejmu w wyborach w 2019 i 2023. 16 stycznia 2024 powołany na stanowisko pierwszego wicewojewody dolnośląskiego.
Żonaty z Karoliną, ma dziecko.